# Александер Баумйохан
Александер Баумйохан (на немски: Alexander Baumjohann) е германски футболист, който от март 2010 г. играе на поста атакуващ полузащитник във ФК „Шалке 04“.
Кариерата на Баумйохан започва през сезон 2004/2005 в „Шалке 04“, където играе под № 21. През май 2007 играчът е преотстъпен на „Борусия ФФЛ 1900 Мьонхенгладбах“, където играе през сезони 2006/2007 до 2008/2009 под № 29. През сезон 2009/2010 е привлечен към отбора на „Байерн Мюнхен“ под № 19 и взима участие в Бундеслигата, Шампионската лига и турнира Ауди Къп. От началото на 2010 година отново се завръща към „родния“ си отбор Шалке 04.